# Gle Tagok Kecil
Gle Tagok Kecil är ett berg i Indonesien.   Det ligger i provinsen Aceh, i den västra delen av landet, 1 800 km nordväst om huvudstaden Jakarta. Toppen på Gle Tagok Kecil är 122 meter över havet.
Terrängen runt Gle Tagok Kecil är kuperad åt nordost, men åt sydväst är den platt. Runt Gle Tagok Kecil är det mycket glesbefolkat, med 7 invånare per kvadratkilometer. I omgivningarna runt Gle Tagok Kecil växer i huvudsak städsegrön lövskog.